# Arthur Cumming
Pour les articles homonymes, voir Cumming.
Arthur Warren Jack Cumming est un patineur artistique britannique né le 8 mai 1889 à Marylebone et mort le 9 mai 1914 à Hammersmith. 

## Biographie

### Carrière sportive
Arthur Cumming est le plus jeune patineur concourant aux Jeux olympiques de 1908 à Londres. Il y remporte la médaille d'argent en figures spéciales, le Russe Nikolai Panin remportant l'or. 
Il est cinquième en individuel et septième en couple aux Championnats du monde de patinage artistique 1912 et septième en couple aux Championnats du monde de patinage artistique 1913. Il est également champion de Grande-Bretagne en 1912 et en 1914. 

### Mort
Il meurt le 9 mai 1914 à Hammersmith, près de Londres, à l'âge de 25 ans, après avoir contracté le tétanos lors d'un accident de moto. Sa mort a lieu juste avant le déclenchement du premier conflit mondial.

## Palmarès
| Compétitions                                                               | 1908 | 1909 | 1910 | 1911 | 1912 | 1913 | 1914 |
| Jeux olympiques d'été - Épreuve masculine                                  |      |      |      |      | X    |      |      |
| Jeux olympiques d'été - Figures spéciales                                  | 2e   |      |      |      | X    |      |      |
| Championnats du monde                                                      |      |      |      |      | 5e   |      |      |
| Championnats d'Europe                                                      |      |      |      |      |      |      |      |
| Championnats de Grande-Bretagne                                            |      |      | 2e   | 3e   | 1er  |      | 1er  |
| Légende : X = Pas de patinage artistique aux Jeux olympiques d'été de 1912 |      |      |      |      |      |      |      |